# بیورن ایسفلت
بیورن ایسفلت (سوئدی: Björn Isfält؛ ‏ ۲۸ ژوئن ۱۹۴۲ – ۱۷ ژانویهٔ ۱۹۹۷) آهنگساز اهل سوئد بود.
از فیلم‌ها یا برنامه‌های تلویزیونی که وی آهنگسازی آن‌ها را به‌عهده داشته‌است، می‌توان به برادران شیردل و مهمانی شرکت اشاره کرد.
او در ۲۵مین دورهٔ جشنوارهٔ گلدباگن، برندهٔ جایزهٔ برترین «دستاورد خلاقانه» شد.